# آني راينر
آني راينر (بالإنجليزية: Annie Reiner)‏ هي كاتِبة وشاعرة أمريكية، ولدت في 1957.